# Antonín Pacák

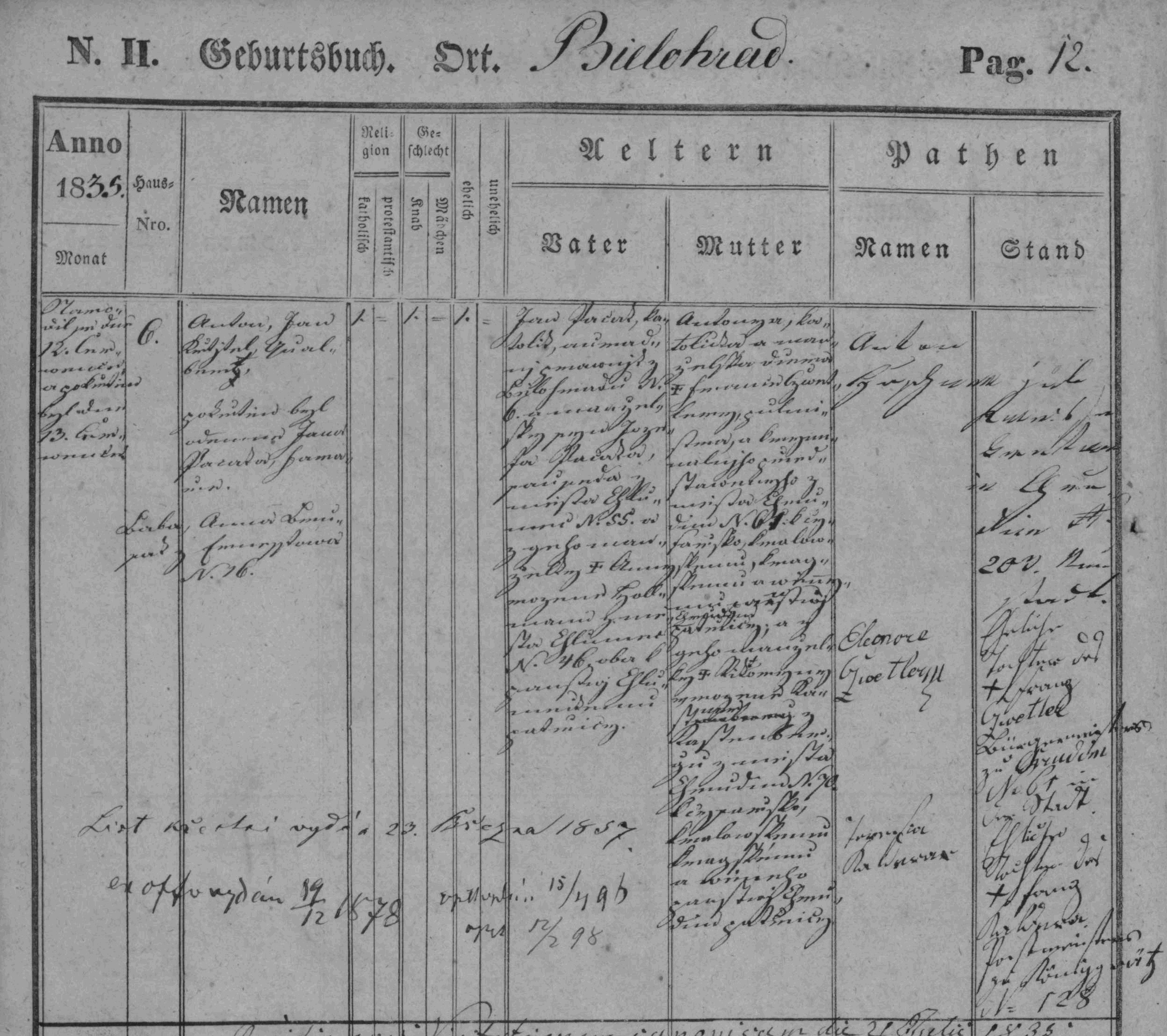
matriční zápis o narození a křtu Antonína Pacáka (matrika N index N 1834-1841 Lázně Bělohrad (SOA Zámrsk))

Antonín Pacák, křtěný Antonín Jan (12. června 1835 Bělohrad – 4. února 1898 Chrudim) byl rakouský a český notář a politik, v 2. polovině 19. století poslanec Českého zemského sněmu.

## Biografie
Profesí byl notářem. Dlouhodobě řídil právní kancelář Aloise Pravoslava Trojana, později kancelář dr. Rilka. Nakonec působil jako samostatný notář v Chrudimi. V domovské Chrudimi zasedal v obecní radě.
V 70. letech 19. století se zapojil i do zemské politiky. V zemských volbách v roce 1878 byl zvolen na Český zemský sněm za městskou kurii (obvod Chrudim – Heřmanův Městec). Patřil k mladočeské straně (Národní strana svobodomyslná).
Zemřel po delší bolestivé nemoci v únoru 1898 (byl 62 roky stár).
Byl bratrem politika Bedřicha Pacáka.